# Otto Wassiljewitsch Bremer
Otto Wassiljewitsch Bremer (russisch Оттон Васильевич Бремер; * 1812; † 11. November 1873) war ein russischer Architekt und Amateur-Entomologe. Heutzutage ist er nicht mehr wegen seines Hauptberufes bekannt, sondern für seine umfangreichen naturwissenschaftlichen Forschungen, bei denen er sich ausschließlich auf die Ordnung der Schmetterlinge (Lepidoptera) konzentrierte.

## Leben

Die nach Bremers Plänen errichtete Christ-Erlöser-Kirche.

### Arbeit als Architekt
Bremer lebte und arbeitete in Sankt Petersburg. Zu seinen bekanntesten Bauten in der Stadt zählte ein 1844 fertiggestelltes Mietshaus in Pestel-Straße. Dieses Projekt hatte er von Georg Ruprecht Zollikofer übernommen. Darüber hinaus entstand zwischen 1847 und 1849 an der Kreuzung Vereiskaja-Straße / Zagorodny-Prospekt die Christ-Erlöser-Kirche der lettisch-deutschen evangelisch-lutherischen Gemeinde. Auch dieser Auftrag lag zunächst in der Verantwortung eines anderen Architekten (Wassili Jegorowitsch Morgan), aber Bremer überarbeitete und erweiterte dessen Entwurf. Die Kirche wurde 1938 geschlossen und später abgerissen. 

### Wissenschaftliches Wirken
Erstmals in Wissenschaftskreisen auf sich aufmerksam machte er Ende der 1840er Jahre, als er die Schmetterlingssammlung seines Architektenkollegen Leonard A. Schaufelberger (Vater von Leonhard Schaufelberger) – die damals bedeutendste der Stadt – bestimmte und ordnete. Zwischen 1852 und 1863 arbeitete er als freiberuflicher Assistent an der entomologischen Sammlung des Zoologischen Museums der Kaiserlichen Akademie der Wissenschaften und befasste sich dort mit der Bestimmung und Ausstellung von Schmetterlingen. Ab 1856 erhielt er dafür ein festes Gehalt von monatlich 20 und später 25 Rubel. Unter anderem half er dem entomologischen Kurator Édouard Ménétries 1856 bei der Zusammenstellung zweier Bände des Kataloges über die Schmetterlingssammlung des Museums. Diese Arbeit setzte Bremer nach Ménétries’ Tod im Jahr 1861 allerdings nicht fort. Stattdessen konzentrierte er sich auf die Bearbeitung der Schmetterlingsfauna der Amurregion.
Trotz seiner fehlenden fachlichen Ausbildung genoss Bremer im Wissenschaftsbetrieb hohes Ansehen. Dies mag auch darin begründet sein, dass er an ernsthafter Forschung und regem Austausch interessiert war, während manch andere zeitgenössische Amateurentomologen ihre Arbeit an musealen Sammlungen vor allem zur unsachgemäßen Plünderung derselben nutzten. Bremer war unter anderem mit Édouard Ménétries, Wiktor Motschulski und Johann Friedrich von Brandt freundschaftlich verbunden. Er gehörte 1860 zu den Gründungsmitgliedern der Russischen Entomologischen Gesellschaft und wurde im Jahr 1862 von dieser in das Gouvernement Kostroma entsandt, wo er eine akute Plage der Saateulenraupe untersuchen sollte. Ab 1865 agierte er als offizieller Sammlungshüter der Gesellschaft und bearbeitete nun vor allem die Sammlung von Eduard Friedrich Eversmann, nachdem diese aus dessen Nachlass an die Gesellschaft übergeben worden war.

## Bewertung
Im Jahr 1889 bescheinigte der Herpetologe Alexander Strauch – damals Direktor des Zoologischen Museums Sankt Petersburg – Bremer postum zwar, „einer der besten Schmetterlingskenner“ der Stadt gewesen zu sein. Gleichwohl attestierte er ihm auch, „sehr wenig“ hinsichtlich der Gattungsmerkmale gewusst und die Tiere lediglich anhand der Form, Färbung und Zeichnung ihrer Flügel bestimmt zu haben. Als Ende des Jahres 1860 die Neubesetzung des entomologischen Kuratorenpostens am Museum angestanden habe, sei Bremer laut Strauch aufgrund seiner thematischen „Einseitigkeit und seiner überhaupt nur oberflächlichen Kenntnisse“ nicht in Betracht gekommen. Er hatte sich allerdings ohnehin nicht auf die vakante Stelle beworben.

## Publikationen
Monographien
- Otto Bremer; William Grey: Beiträge zur Schmetterlings-Fauna des Noerdlichen China’s. Druckerei von J. Johnson, St. Petersburg, 1853, 23 Seiten.
- Otto Bremer: Lepidopteren Ost-Siberiens, insbesondere des Amur-Landes, gesammelt von den Herren G. Radde, R. Maack und P. Wulffius. In der Reihe: „Mémoires de l’Académie Impériale des Sciences de Saint-Pétersbourg“, 7. Serie, Band 8, № 1. Buchdruckerei der Kaiserlichen Akademie der Wissenschaften, 1864, 103 Seiten.
- Otto Bremer: Catalog der Lepidopteren-Sammlung des Prof. Dr. Eversmann. In: Horae Societatis Entomologicae Rossicae. Band 5, 1867/68, 23 Seiten.
- Otto Bremer: Catalog of the collection of Lepidoptera of Professor Eversmann now belonging to the Russian Entomological Society [auf Russisch]. In: Trudy Russkogo Entomologiceskogo Obscestva. Band 4, 1870, 23 Seiten.

Fachaufsätze
- Otto Bremer; William Grey: Diagnoses de Lépidoptères nouveaux, trouvés par MM. Tatarinoff et Gaschkewitsch aux environs de Pékin. In: Études entomologiques. Band 1, 1853, Seiten 58–67.
- Otto Bremer: Sur les Lépidoptères de l’Amérique septentrionale. In: Études entomologiques. Band 5, 1856, Seiten 50–51.
- Otto Bremer: Lepidopterologische Notizen. In: Correspondenz-Blatt des zoologisch-mineralogischen Vereines in Regensburg. Jahrgang 10, № 5, 1856, Seiten 77–80.
- Otto Bremer: Neue Lepidopteren aus Ost-Sibirien und dem Amur-Lande, gesammelt von Radde und Maack. In: Bulletin de l’Académie Impériale des Sciences de Saint-Pétersbourg. Band 3, № 7, 1861, Seiten 461–496.